# Фредериксбург (Индијана)
Фредериксбург (енгл. Fredericksburg) град је у америчкој савезној држави Индијана.

## Демографија
По попису из 2010. године број становника је 85, што је 7 (-7,6%) становника мање него 2000. године.
| Група             | 2000.      | 2010.      |
| Белци             | 91 (98,9%) | 78 (91,8%) |
| Афроамериканци    | 0 (0,0%)   | 0 (0,0%)   |
| Азијати           | 0 (0,0%)   | 0 (0,0%)   |
| Хиспаноамериканци | 1 (1,1%)   | 5 (5,9%)   |
| Укупно            | 92         | 85         |